# Oval Lingotto
Oval Lingotto was een overdekte ijsbaan, thans een expositiehal, in de Italiaanse stad Turijn. Deze kunstijsbaan werd gebouwd voor de Olympische Winterspelen van 2006.
De schaatshal overspant een oppervlakte van 25.000 m2. Langs de 400 meterbaan is er ruimte voor 8500 toeschouwers. De baan bevindt zich op 205m boven zeeniveau.
Om de hal ook na de Olympische Spelen te kunnen gebruiken kan deze opgedeeld worden in drie ruimtes, zodat het mogelijkheden biedt voor beurzen en tentoonstellingen. Nauwelijks 24 uur na de laatste schaatswedstrijd van de Spelen was het ijs verdwenen in voorbereiding op een tentoonstelling begin maart. De mogelijkheid om een schaatswedstrijd te organiseren blijft wel bestaan. Na de Winter Universiade van 2007 zijn er echter geen schaatswedstrijden meer georganiseerd.
Kijkend naar de baanrecords is de Oval Lingotto anno maart 2024 de nummer 23 op de lijst van snelste ijsbanen ter wereld.

## Grote wedstrijden
Internationale wedstrijden
- 2006 - Olympische Winterspelen
- 2007 - Winteruniversiade

Wereldbekerwedstrijden
- 2005 - Wereldbeker 5
- 2007 - Wereldbeker 7

## Baanrecords
| Afstand              | Schaatser                                       | Land | Tijd     | Datum      |
| -------------------- | ----------------------------------------------- | ---- | -------- | ---------- |
| 500 m                | Lee Kang-seok                                   | KOR  | 34,71    | 19-01-2007 |
| 1000 m               | Shani Davis                                     | USA  | 1.08,89  | 18-02-2006 |
| 1500 m               | Enrico Fabris                                   | ITA  | 1.44,97  | 03-02-2007 |
| 3000 m               | Sven Kramer                                     | NED  | 3.43,21  | 05-02-2006 |
| 5000 m               | Chad Hedrick                                    | USA  | 6.14,68  | 11-02-2006 |
| 10.000 m             | Bob de Jong                                     | NED  | 13.01,57 | 24-02-2006 |
| Ploegenachtervolging | Matteo Anesi Enrico Fabris Ippolito Sanfratello | ITA  | 3.43,64  | 15-02-2006 |
| 2×500 m              | Lee Kang-seok                                   | KOR  | 69,710   | 18-01-2007 |

| Afstand              | Schaatsster                                     | Land | Tijd    | Datum      |
| -------------------- | ----------------------------------------------- | ---- | ------- | ---------- |
| 500 m                | Svetlana Zjoerova                               | RUS  | 38,23   | 14-02-2006 |
| 1000 m               | Marianne Timmer                                 | NED  | 1.16,05 | 19-02-2006 |
| 1500 m               | Ireen Wüst                                      | NED  | 1.55,01 | 04-02-2007 |
| 3000 m               | Ireen Wüst                                      | NED  | 4.02,43 | 12-02-2006 |
| 5000 m               | Clara Hughes                                    | CAN  | 6.59,07 | 25-02-2006 |
| Ploegenachtervolging | Kristina Groves Cindy Klassen Christine Nesbitt | CAN  | 3.01,24 | 15-02-2006 |
| 2×500 m              | Svetlana Zjoerova                               | RUS  | 76,570  | 14-02-2006 |